# Pseudapis riftensis
Pseudapis riftensis är en biart som beskrevs av Gregory B. Pauly 1990. Pseudapis riftensis ingår i släktet Pseudapis och familjen vägbin. Inga underarter finns listade i Catalogue of Life.